# Кано Санраку
Кано Санраку (яп. 狩野山楽, かのうさんらく) — японский художник конца XVI — начала XVII века. Представитель культуры Момояма. Настоящее имя — Мицуёри (яп. 光頼).
Кано Санраку родился в 1559 году в самурайской семье из провинции Оми. Служил пажом Тоётоми Хидэёси. Последний обнаружил у юноши талант к рисованию и отдал его на обучение к своему придворному художнику Кано Эйтоку.
Санраку освоил все приемы школы Кано и получил от своего учителя его родовую фамилию. Он нарисовал для Хидэёси большое количество настенных картин в замке Момояма. После смерти сюзерена Санраку отказался служить сёгунату Токугава и поселился в Киото, где стал творить для столичных буддистских монастырей. В Киото он основал столичную школу Кано.
Особенностью стиля Санраку считаются яркость, великолепие, величественность. Из известных работ: ширмы «Дракон и тигры», «Цзиньшань и Западное озеро», 18 настенных росписей в монастыре Дайтоку-дзи «Пионы» и т. д.

## Галерея

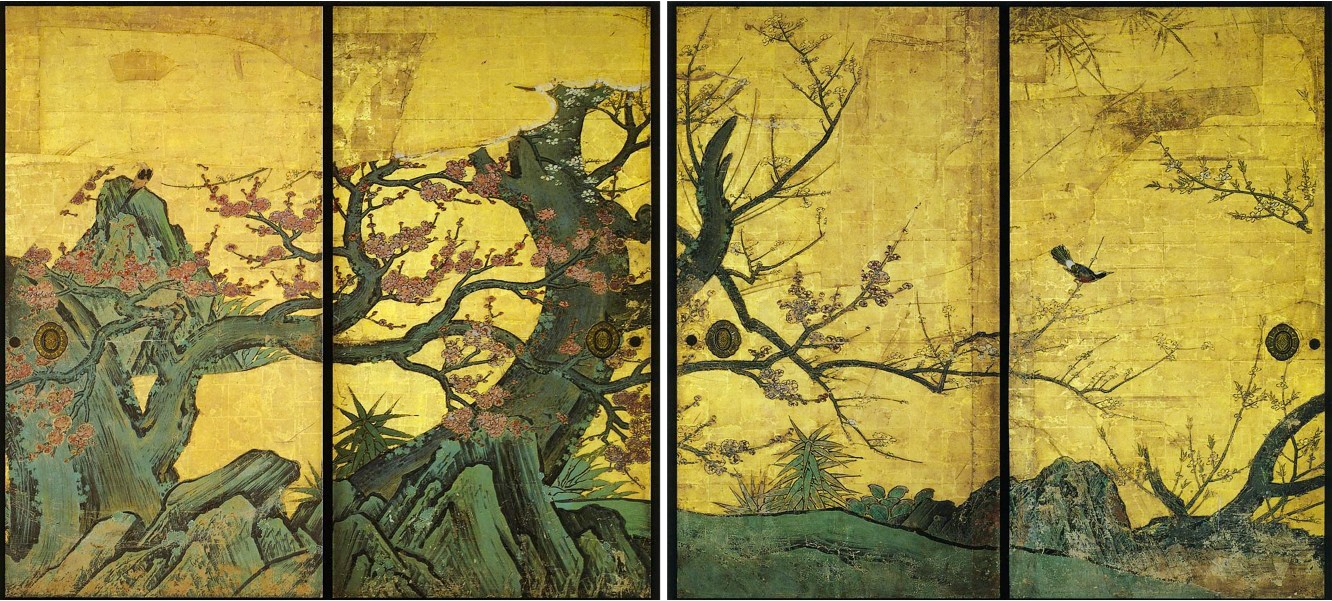
«Пионы»
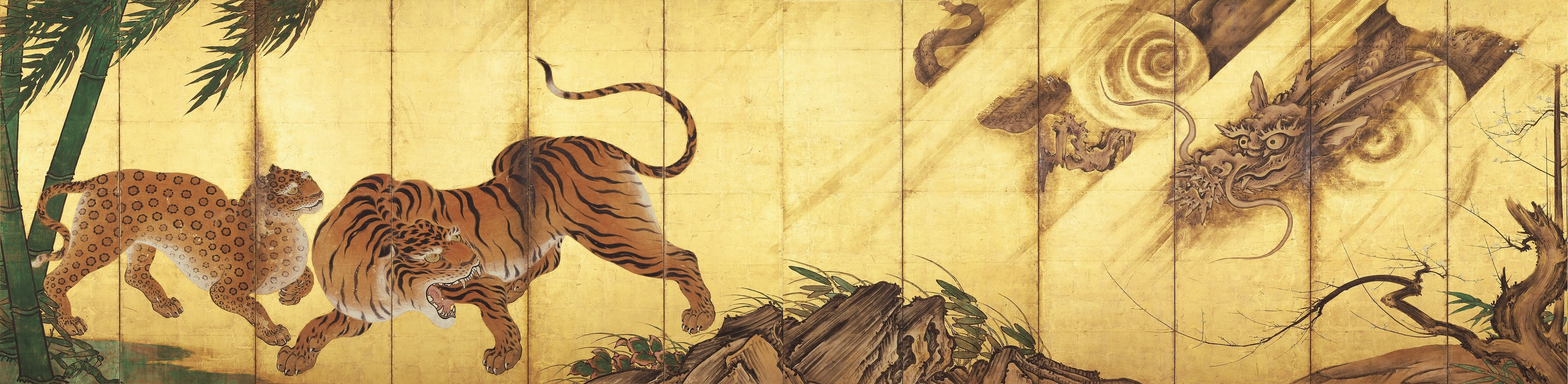
«Дракон и тигры»